# 元海
元海（げんかい、寛治7年（1093年）- 保元元年8月18日（1156年9月4日））は、平安時代後期の真言宗の僧。父は大納言源雅俊。松橋大僧都とも称される。

## 略歴
叔父の定海に師事して密教を学び、勝覚・定海から灌頂を受けた。長承元年（1132年）5月には醍醐寺座主に任じられ、康治2年（1143年）に権少僧都に任じられた。以後多くの修法を行うとともに円光院・無量光院・三宅寺の寺務を務め、仁平3年（1153年）権大僧都・東寺二長者に任じられている。また、醍醐寺三宝院座主として三宝院に納められている秘宝の披見を制限するため、京都無量寿院を創建して秘宝の複製を納めた。